# Schaatsen op de Olympische Winterspelen 2006 - Ploegenachtervolging mannen
De ploegenachtervolging mannen op de Olympische Winterspelen 2006 vond plaats op woensdag 15 en donderdag 16 februari 2006 in de Oval Lingotto in Turijn, Italië. De acht hoogst geklasseerde landen van de Wereldbeker schaatsen 2005/2006 - Ploegenachtervolging mannen mochten deelnemen aan het Olympische toernooi.

## Tijdschema
| Datum                 | Lokale tijd | MET   | Onderdeel     |
| --------------------- | ----------- | ----- | ------------- |
| woensdag 15 februari  | 17:41       | 17:41 | Voorrondes    |
| woensdag 15 februari  | 19:07       | 19:07 | Kwartfinales  |
| donderdag 16 februari | 17:12       | 17:12 | Halve finales |
| donderdag 16 februari | 17:58       | 17:58 | Finales       |

## Records

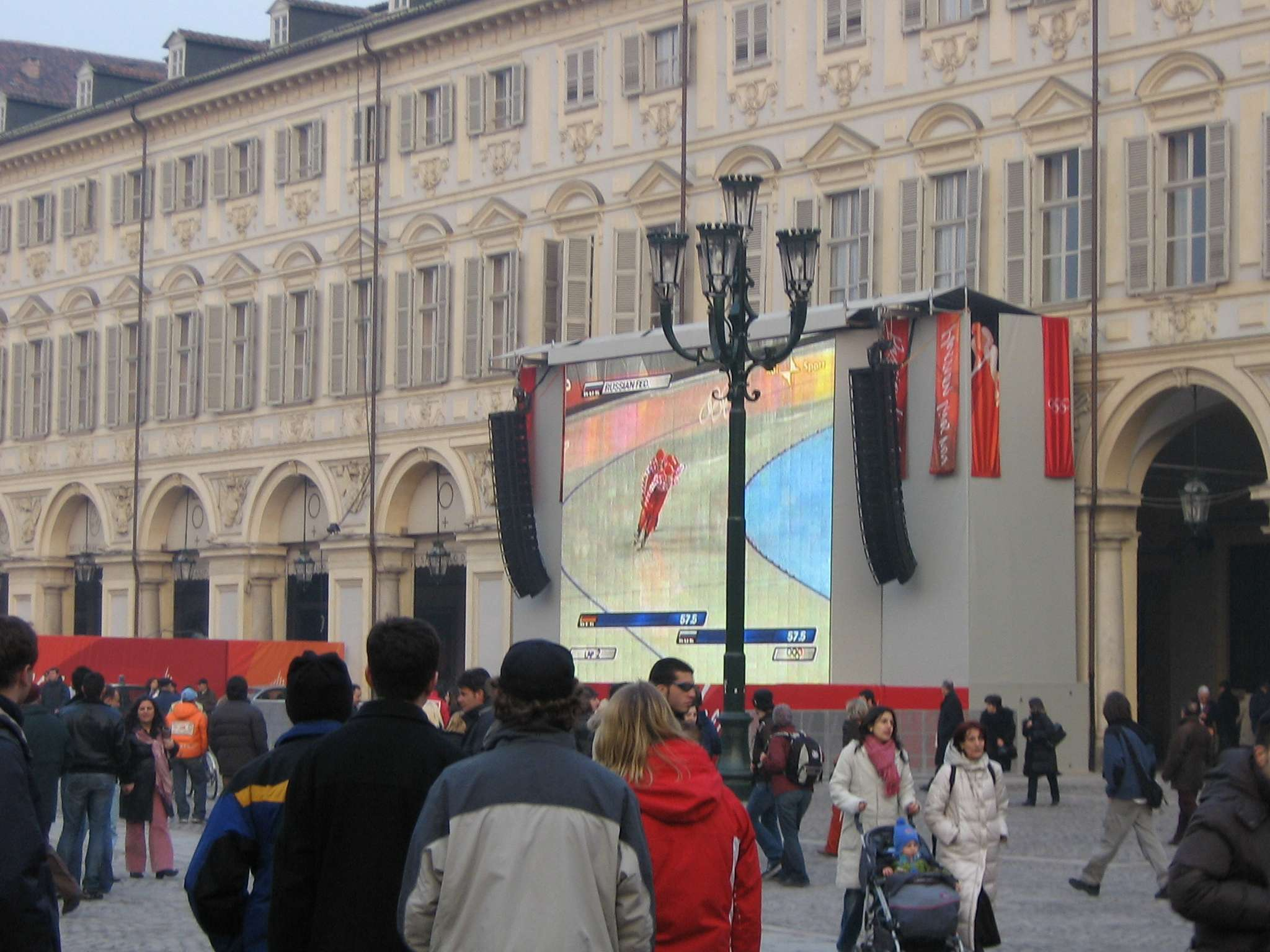
Kijken op Piazza San Carlo

| Titelverdedigers | geen, nieuw onderdeel                           |        |         |
| ---------------- | ----------------------------------------------- | ------ | ------- |
| Wereldrecord     | Arne Dankers Steven Elm Denny Morrison          | Canada | 3.39,69 |
| Olympisch record | Matteo Anesi Enrico Fabris Ippolito Sanfratello | Italië | 3.43,64 |

## Verslag
De teams op de ploegenachtervolging bestaan uit maximaal vijf schaatsers, waarvan er iedere wedstrijd drie opgesteld dienen te worden. Allereerst diende er een tijd gezet te worden in een willekeurige paring. Canada zette de snelste tijd neer voor Italië en Nederland. Amerika zette verrassend pas de zevende tijd neer en dienden zodoende in de kwartfinale aan te treden tegen de nummer twee Italië.
In de eerste kwartfinale reed Nederland tegen Rusland. De Russen werden met bijna drie seconden verschil verslagen, waarmee Nederland een plaats in de halve finale afdwong. De Amerikanen traden in de kwartfinale aan met hun kopman Chad Hedrick. Toch wisten ze de goed rijdende Italianen niet te verslaan, waarmee Hedrick's doel, het winnen van vijf gouden medailles geen gestalte kreeg. In de twee andere kwartfinales wisten de Noren te winnen van Duitsland en werd Japan uitgeschakeld door Canada.
Nederland trad in de sterkste formatie aan in de halve finale tegen Italië. Vanaf de start namen de Nederlanders de leiding in de wedstrijd, maar zo halverwege brachten de Italianen de achterstand beetje bij beetje terug. De wedstrijd naderde de spannende ontknoping toen Sven Kramer op een blokje stapte, viel en Carl Verheijen in zijn val meenam. Erben Wennemars bleef staan, maar doorrijden had voor hem geen zin aangezien zijn teamgenoten niet snel op konden staan. De Nederlanders werden dan ook op een ronde gezet door Italië dat de finale bereikte. In de andere halve finale bleek Canada veel te sterk voor Noorwegen, zodat Nederland en Noorwegen streden om het brons, terwijl Italië en Canada zich zeker wisten van in ieder geval zilver.
In de B-finale, de wedstrijd om het brons, deden zich enkele wijzigingen voor. Mikael Flygind Larsen verving Øystein Grødum en Mark Tuitert reed in de plaats van Erben Wennemars. De Noren startten fel en namen de leiding in handen. In de daaropvolgende ronden liepen de Noren alleen maar uit. Halverwege de race noteerde Nederland voor het eerst een snellere ronde en kwam het langzaam terug. Met een flinke aflossing van Sven Kramer werden de Noren verwezen naar de vierde plaats en won Nederland het brons. Het betekende de eerste olympische medaille in de carrières van Verheijen, Tuitert en Wennemars.
De finale ging van start met Steven Elm in plaats van Denny Morrison, de Italianen bleven rijden in hun vaste formatie met Enrico Fabris, Ippolito Sanfratello en Matteo Anesi. Al in de eerste ronde gingen de Canadezen in de fout toen Arne Dankers met zijn hand het ijs aanraakte en daarmee kostbare tijd verloor. De Italianen namen dan ook een ruime voorsprong. Het enige dat de Canadezen konden doen is versnellen en alles op alles zetten. De rondetijden liepen omlaag en de Canadezen kwamen ook daadwerkelijk terug in de wedstrijd. Toen ze de Italianen bijna voorbijstaken kon de ploeg echter niet meer en wisten Italië juist wel te versnellen. Daarmee won Italië het goud en was het zilver voor Canada. Het goud ging voorbij aan Ermanno Ioriatti. Hij maakte wel deel uit van de ploeg maar deed in geen enkele wedstrijd mee en viel daarmee buiten de prijzen.

## Uitslagen

### Voorronde
| # | Schaatsers                        | Land | Tijd    |
| - | --------------------------------- | ---- | ------- |
| 1 | Dankers / Elm / Morrison          | CAN  | 3.47,37 |
| 2 | Donagrandi / Fabris / Sanfratello | ITA  | 3.47,79 |
| 3 | Ritsma / Tuitert / Verheijen      | NED  | 3.48,02 |
| 4 | Ervik / Grødum / Sætre            | NOR  | 3.49,55 |
| 5 | Heythausen / Lehmann / Schneider  | GER  | 3.49,59 |
| 6 | Detysjev / Kibalko / Skobrev      | RUS  | 3.49,75 |
| 7 | Leiveille Cox / Mull / Parra      | USA  | 3.51,32 |
| 8 | Miyazaki / Sugimori / Ushiyama    | JPN  | 4.03,83 |

### Kwartfinale
| Schaatsers                      | Land | Tijd    | - | Schaatsers                         | Land | Tijd           |
| ------------------------------- | ---- | ------- | - | ---------------------------------- | ---- | -------------- |
| Kramer / Verheijen / Wennemars  | NED  | 3.44,65 | - | Lalenkov / Sjepel / Skobrev        | RUS  | 3.47,49 + 2,84 |
| Anesi / Fabris / Sanfratello    | ITA  | 3.43,64 | - | Boutiette / Hedrick / Leveille Cox | USA  | 3.44,11 + 0,47 |
| Bøkko / Ervik / Larsen          | NOR  | 3.47,81 | - | Dallmann / Heythausen / Schneider  | GER  | 3.49,68 + 1,87 |
| Morrison / Parker / Warsylewicz | CAN  | 3.52,01 | - | Miyazaki / Sugimori / Ushiyama     | JPN  | 3.53,88 + 1,87 |

### Halve finale
| Schaatsers                       | Land | Tijd    | - | Schaatsers                     | Land | Tijd           |
| -------------------------------- | ---- | ------- | - | ------------------------------ | ---- | -------------- |
| Anesi / Fabris / Sanfratello     | ITA  | Winst   | - | Kramer / Verheijen / Wennemars | NED  | Ingehaald      |
| Dankers / Morrison / Warsylewicz | CAN  | 3.44,91 | - | Bøkko / Ervik / Grødum         | NOR  | 3.47,81 + 2,90 |

### Finales
| Schaatsers                       | Land | Tijd    | - | Schaatsers                      | Land | Tijd           |
| -------------------------------- | ---- | ------- | - | ------------------------------- | ---- | -------------- |
| Anesi / Fabris / Sanfratello     | ITA  | 3.44,46 | - | Dankers / Elm / Warsylewicz     | CAN  | 3.47,28 + 2,82 |
| Kramer / Tuitert / Verheijen     | NED  | 3.44,53 | - | Bøkko / Ervik / Larsen          | NOR  | 3.45,96 + 1,43 |
| Kibalko / Sjepel / Skobrev       | RUS  | 3.46,91 | - | Boutiette / Leveille Cox / Mull | USA  | 3.49,73 + 2,82 |
| Heythausen / Lehmann / Schneider | GER  | 3.48,28 | - | Miyazaki / Sugimori / Ushiyama  | JPN  | 3.50,37 + 2,09 |

### Eindrangschikking
| #      | Schaatsers                                    | Land             |
| ------ | --------------------------------------------- | ---------------- |
| Goud   | Anesi, Donagrandi, Fabris, Sanfratello        | Italië           |
| Zilver | Dankers, Elm, Morrison, Parker, Warsylewicz   | Canada           |
| Brons  | Kramer, Ritsma, Tuitert, Verheijen, Wennemars | Nederland        |
| 4      | Bøkko, Ervik, Grødum, Larsen, Sætre           | Noorwegen        |
| 5      | Detysjev, Kibalko, Lalenkov, Sjepel, Skobrev  | Rusland          |
| 6      | Boutiette, Hedrick, Leveille Cox, Mull, Parra | Verenigde Staten |
| 7      | Dallmann, Heythausen, Lehmann, Schneider      | Duitsland        |
| 8      | Miyazaki, Sugimori, Ushiyama                  | Japan            |

2006 · 
2010 · 
2014 ·
2018 ·
2022